# Papilio echerioides
Papilio echerioides är en fjärilsart som beskrevs av Henry Trimen 1868. Papilio echerioides ingår i släktet Papilio och familjen riddarfjärilar. IUCN kategoriserar arten globalt som livskraftig.
Artens utbredningsområde är Tanzania. Inga underarter finns listade i Catalogue of Life.

## Bildgalleri

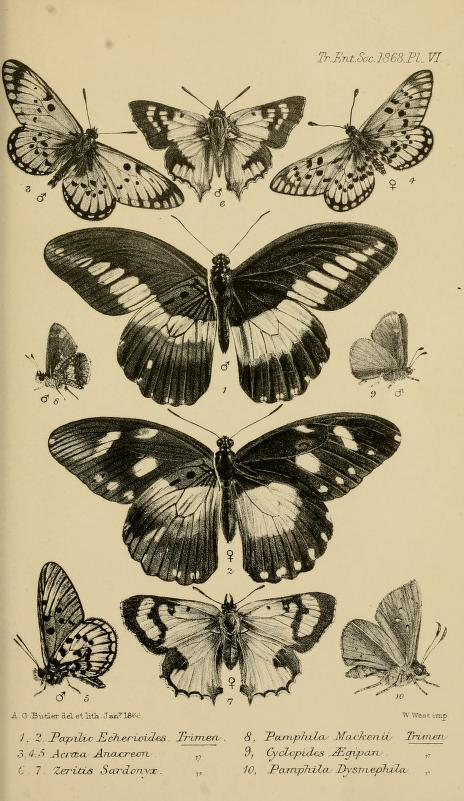